# Seututie 891
La route régionale 891 (finnois : Seututie 891) est une route régionale allant de Hyrynsalmi jusqu'à Puolanka en Finlande,,.

## Présentation
La seututie 891 est une route régionale de Kainuu.